# Akaszaka (Okajama)
Akaszaka (赤坂町; Hepburn: Akaszaka-csó) volt város Japánban, Okajama prefektúrában. 2005. március 7-én Akaszaka, Kumajama, Szanjó és Josii egyesültek, így létrehozva Akaiva városát.
2003-ban a városnak megközelítőleg 5136 lakosa volt, és 119,47 fő/km² volt a népsűrűsége. Területe 42,99 km².